# Prawas Din
Prawas Din of Hindoestaanse Immigratiedag is de dag waarop herdacht wordt dat de eerste Hindoestaanse contractarbeiders op 5 juni 1873 met de Lalla Rookh arriveerden in Suriname. De herdenking vindt plaats op 5 juni.